# Tomé de Sousa, senhor de Gouveia
D. Tomé de Sousa, 8º senhor de Gouveia Sobre-o-Tâmega e de Riba-Tâmega, Alvoco da Serra, padroeiro da Abadia de Santa Maria de Vilaça, alcaide-mor de Montalegre, comendador de Messejana na Ordem de Cristo, vedor da Casa Real, e mestre-sala (11 de Novembro de 1643).
Foi um d´ Os Quarenta Aclamadores de D. João IV de Portugal, no 1.º de Dezembro de 1640 que permitiu restaurar a governação do Reino de Portugal por um rei português.
A sua presença consta no 1.º "Auto do Levantamento e Juramento d' El-Rei Dom João IV" (de fidelidade) realizado no dia 15 de Dezembro de 1640.

## Dados genealógicos
Era irmão de D. Diogo de Sousa, bispo de Miranda e arcebispo de Évora, inquisidor do Santo Ofício.
Pais: Fernão de Sousa, 6º senhor de Gouveia, Comendador de Gundar na Ordem de Cristo, e governador de Angola, filho de Martim Afonso de Sousa, 5º senhor de Gouveia e Joana de Tovar.
- D. Maria de Castro, filha de D. Simão de Castro, senhor de Rezende e Reriz, e de Margarida de Vasconcelos.

Casou com:
- D. Francisca Coutinho e Menezes (dos condes de Redondo[6]), filha de D. João Castelo-Branco e de sua mulher D. Cecília de Meneses.[1]

Filhos:
- D. Fernão de Sousa de Castelo-Branco Coutinho e Menezes, 10º conde de Redondo casado com D. Luisa Simoa de Portugal
- D. João de Sousa, arcebispo de Braga e de Lisboa
- Cecília de Menezes, religiosa em Santa Marta, Lisboa
- Maria de Menezes, religiosa em Santa Marta, Lisboa